# Suqian
Suqian, även stavat Sutsien, är en stad på prefekturnivå i Jiangsu-provinsen i östra Kina. Den ligger omkring 200 kilometer norr om provinshuvudstaden Nanjing. Staden är belägen omedelbart norr om Hongzesjön och Kejsarkanalen löper igenom ortens landsbygd.

## Historia
Orten kan spåra sin historia tillbaka till ett härad som bildades under Handynastin.
1946 ombildades orten till en stad som lydde under Huaiyins storstadsområde. 1996 bröt sig Suqian ur Huaiyin och blev en egen stad på prefekturnivå.

## Administrativ indelning
Den egentliga staden indelas i ett innerstadsdistrikt och ett förortsdistrikt, medan den omgivande landsbygden är indelad i tre härad som tillsammans utgör mer än två tredjedelar av Suqians yta. De blåa partierna i nedre delen av kartan markerar Hongzesjön, Kinas fjärde största sötvattensjö. 
| Karta                                                | Indelning       | Kinesiska | Pinyin       | Befolkning 2010 | Yta (km2) | Täthet |
| Sucheng Suyu Shuyang härad Siyang härad Sihong härad |                 |           |              |                 |           |        |
| ---------------------------------------------------- | --------------- | --------- | ------------ | --------------- | --------- | ------ |
| Sucheng Suyu Shuyang härad Siyang härad Sihong härad | Innerstaden     |           |              |                 |           |        |
| Sucheng Suyu Shuyang härad Siyang härad Sihong härad | Sucheng         | 宿城区    | Sùchéng qū   | 796 627         | 854       | 932,81 |
| Sucheng Suyu Shuyang härad Siyang härad Sihong härad | Förortsdistrikt |           |              |                 |           |        |
| Sucheng Suyu Shuyang härad Siyang härad Sihong härad | Suyu            | 宿豫区    | Sùyù qū      | 641 059         | 1 254     | 511,21 |
| Sucheng Suyu Shuyang härad Siyang härad Sihong härad | Härad           |           |              |                 |           |        |
| Sucheng Suyu Shuyang härad Siyang härad Sihong härad | Shuyang         | 沭阳县    | Shùyáng xiàn | 1 538 054       | 2 298     | 669,30 |
| Sucheng Suyu Shuyang härad Siyang härad Sihong härad | Siyang          | 泗阳县    | Sìyáng xiàn  | 830 502         | 1 418     | 585,68 |
| Sucheng Suyu Shuyang härad Siyang härad Sihong härad | Sihong          | 泗洪县    | Sìhóng xiàn  | 909 311         | 2 731     | 332,95 |
| Sucheng Suyu Shuyang härad Siyang härad Sihong härad | Totalt          | Totalt    | Totalt       | 4 715 553       | 8 555     | 551,20 |

## Klimat
Genomsnittlig årsnederbörd är 1 095 millimeter. Den regnigaste månaden är juli, med i genomsnitt 233 mm nederbörd, och den torraste är januari, med 18 mm nederbörd.